# Пилатюк, Игорь Михайлович
Игорь Михайлович Пилатюк (род. 16 июня 1954 года в Бучаче) — украинский музыкант (скрипач), дирижёр, педагог, культурный и общественный деятель. Народный артист Украины (1999), профессор (2001, Действительный член (академик) Национальной академии искусств Украины (2017).

## Биография
Родился в семье самодеятельного музыканта Михаила Васильевича Пилатюка и его жены Стефании Петровны (в девичестве Маценко).
В 1961—1969 годах учился в Бучачской школе (теперь Бучацкая гимназия имени В. М. Гнатюка); также окончил Бучацкую музыкальную школу (класс скрипки, учитель — Людмила Лыско). В 1969 году поступил в Тернопольское музыкальное училище, которое успешно окончил в 1973 году. В том же году стал студентом стационарного отделения Львовской государственной консерватории им. Н. В. Лысенко. В 1978 году окончил консерваторию, начал работать преподавателем Ивано-Франковского музыкального училища имени Дениса Сичинского.
В 1985 году организовал Harmonia Nobile, Ивано-Франковский камерный оркестр при областной филармонии, художественный руководитель и дирижёр до 1996 года. В 1991—1992 и 1994—1999 годах — старший преподаватель, доцент кафедры скрипки Национальной музыкальной академии им. П. И. Чайковского. В 1992—1994 годах — старший преподаватель Высшего музыкального института им. Н. В. Лысенко. Также работал заведующим отделом скрипки средней специализированной музыкальной школы-интерната.
В 1999 году стал ректором Высшего музыкального института, с 2007 года — Национальной музыкальной академии (НМА) им. М. В. Лысенко во Львове, в настоящее время продолжает занимать должность. Народный артист Украины. С 2001 года — профессор кафедры скрипки НМА.
Как музыкант имеет большое количество фондовых записей на радио и телевидении.
Как дирижёр выступает на Украине и за рубежом с различными творческими коллективами, в частности Заслуженной капеллой Украины «Трембита», Львовским камерным оркестром, симфоническим оркестром оперной студии НМА им. Н. В. Лысенко, камерными оркестрами «Академия», Harmonia Nobile.
Как педагог успешно реализует собственные методы подготовки скрипачей; постоянно привлекает своих воспитанников к участию в различных концертах и конкурсах. Более 30 его воспитанников, среди которых и дети Игоря Пилатюка: Анастасия и Назар — лауреаты международных конкурсов.
8 мая 2014 года был одним из трёх кандидатов на должность ректора НМА им. М. В. Лысенко, набрал около 60 % голосов «за».
После Оранжевой революции критиковался интернет-ресурсом «Майдан-информ-Львов». После Евромайдана группа выпускников Львовской национальной музыкальной академии им. Н. Лысенко написала открытое письмо, в котором призвала Пилатюка отказаться от участия в концерте памяти «Небесной сотни».
Пилатюк — автор учебного пособия «Репертуар для студенческих камерных оркестров», десятков научных статей, более 40 оркестровых переводов. Защитил кандидатскую диссертацию про скрипичное творчество Мирослава Скорика в 2003 году.

## Награды
- Народный артист Украины (1999),
- Орден «За заслуги» III степени (2004)[12],
- Грамота Папы Бенедикта XVI (2007)[2],
- Премия им. И. Людкевича (2008),
- Орден князя Ярослава Мудрого V степени (2009)[1][13],
- Грамота Верховного Архиепископа Киево-Галицкого Любомира (2009),
- Ювилейный Орден Святого Равноапостольного Великого Князя Владимира (2013),
- Нагрудный знак «За заслуги перед польской культурой» (2015)[14],
- Серебряная медаль «За заслуги в культуре Gloria Artis» (2019),
- Золотая медаль Национальной академии искусств Украины (2019),
- Нагрудный знак «Знак почёта» (2022),
- Орден Архистратига Михаила II степени (2023)

## Личная жизнь
Жена, Елена Борисовна — пианистка. У пары трое детей, двое старших пошли по стопам отца: Анастасия (род. 1983) — лауреат международных конкурсов, Заслуженная артистка Украины, концертмайстер оперного театра Валенсии; Назар (род. 1987) — скрипач, Заслуженный артист Украины.